# Notholaena schaffneri
Notholaena schaffneri är en kantbräkenväxtart som först beskrevs av Fourn., och fick sitt nu gällande namn av Lucien Marcus Underwood. Notholaena schaffneri ingår i släktet Notholaena och familjen Pteridaceae. Inga underarter finns listade.